# Anwynn
Anwynn est un groupe belge de death metal mélodique, originaire de Bruxelles, formé en 2007. Tiré de la mythologie celtique galloise, le nom du groupe signifie l'« Autre Monde ». Le groupe signe sur le label français M&O Music, et sort son premier album studio Forbidden Songs le 23 avril 2012. Il enregistre aussi une démo en 2009, Behind the Veil, et un EP en 2010, Newydd Wawr.
Il ne doit pas être confondu avec un autre groupe homonyme français, originaire de Crécy-la-Chapelle, en Seine-et-Marne.

## Historique

### Débuts (2007–2009)
Avant Anwynn, Wallace, Mathias et Frédéric jouaient dans un groupe de heavy metal nommé Arawn. Arawn se sépare en décembre 2006 mais Wallace, Mathias et Fred décident de continuer l'aventure sous un autre nom, et forment Anwynn. Dans un premier temps, ils voulaient rester un groupe de heavy metal traditionnel, ils commencent donc à chercher un chanteur. Mais rapidement, ils décident de donner leur chance à tous les candidats, et auditionnent aussi plusieurs chanteuses. En février 2007, Vincent « Wobi » Van Loo rejoint le groupe en tant que bassiste, suivi en avril 2007 par Amandine Blanquet au poste de chanteuse classique mezzo-soprano.
Anwynn commence à jouer ses premiers concerts au VitamineZ à Wavre, où le groupe reçoit le prix du public, ensuite au Angel's Rock I à Uccle, au club B52 à Ostende et au Factory à Liège, et bien d'autres par la suite. En 2008, Anwynn sort sa première démo, Behind the Veil. Le groupe rencontre quelques changements de formation : Mathias quitta le groupe et fut remplacé par Jérémy Laitem (Sekhmet), et Vladimir est enrôlé pour jouer du clavier. Anwynn commence doucement à évoluer vers du metal symphonique.

### Newydd Wawr(2010–2011)
L'année 2010 est un réel tournant pour Anwynn, car quatre nouveaux membres rejoignirent le groupe : Astrid Kaiserman au clavier, Benoît Becker à la guitare rythmique, Vincent « McBouc » Carton au chant et Forster Perelsztejn à la batterie, remplacé plus tard par Laurent Verheylewegen.
Avec cette nouvelle formation, Anwynn commence à écrire des chansons bien plus agressives et évolua en un groupe de death metal mélodique avec des éléments symphoniques. Le groupe annonce que Newydd Wawr, leur premier EP, sortirait en décembre 2010. Anwynn joue ensuite au Power Prog and Metal Festival 2010 en avril avec comme tête d'affiche cette année Scorpions, et au Metal Female Voices Festival 2010 en octobre avec Arch Enemy, Epica, The Agonist et bien d'autres groupes. Au début de 2011, Laurent et Benoît quittent le groupe pour divergences musicales.

### Forbidden Songs(2011–2015)
En juillet 2011, Julien « Jukka » Huyssens rejoint Anwynn au poste de guitare rythmique. Le groupe annonce qu'ils entreraient en studio en octobre afin d'enregistrer leur premier album Forbidden Songs. L'album est enregistré, mixé et masterisé au Manic Studio par Olivier Wittenberg (Manic Movement), qui joue aussi les parties de batterie sur l'album. Il sort sur le label français M&O Music le 23 avril 2012, et reçoit de nombreuses critiques très positives,,,. 
Anwynn commence alors à tourner avec leur nouveau batteur Florent « Flush » Boudry afin de promouvoir leur nouvel album et joua avec de nombreux groupes comme Diabulus in Musica pour leur The Wanderer Tour avec Skeptical Minds et Izegrim. Ils participèrent à plusieurs festivals en Belgique, au RommelRock 2012 avec Grave Digger, Sirenia et Cripper et en tant que tête d'affiche au DarkMoon Festival. Anwynn est aussi invité pour jouer à Flensbourg en Allemagne par le groupe de power metal danois Seven Thorns. Le groupe annonce sa participation à la dixième édition du Metal Female Voices Festival le 20 octobre 2012, avec Lacuna Coil, Arch Enemy, Delain, Arkona et bien d'autres.

### Swords and Blood EP(depuis 2015)
En 2015, Anwynn sort un nouvel EP intitulé Swords and Blood composé de cinq morceaux. En 2016, le groupe enchaîne plusieurs concerts, dont une tournée avec Shiverburn et X-Tinxion en Belgique et aux Pays-Bas. Anwynn parle ensuite de la composition d'un nouvel album à venir.

## Style musical et thèmes
Anwynn mélange de nombreux genres musicaux, leurs chansons contiennent souvent des riffs death metal, des solos plus orientés vers le heavy metal traditionnel et des orchestrations massives. Le groupe est aussi composé de deux vocalistes : McBouc pour le chant death metal masculin et Amandine pour le chant féminin classique mezzo-soprano.
La plupart du groupe est influencé par de nombreuses formations métal européennes et américaines, comme Amon Amarth, Nightwish, Cannibal Corpse, Iron Maiden, Leaves' Eyes, Dimmu Borgir, Tristania, Arch Enemy, Machine Head, Hatebreed et bien d'autres.
Les paroles du groupe présentent différents thèmes, la plupart sur la mythologie celtique mais aussi la piraterie dans Across the Seven Seas ou la conquête du Nouveau Monde dans Conquistador. Le thème de la psychologie est aussi abordé dans des chansons comme Free ou At the Gates of Madness.

## Discographie

### Album studio
- 2012 : Forbidden Songs

### Démo
- 2008 : Behind the Veil

### EP
- 2010 : Newydd Wawr
- 2015 : Swords and Blood

## Membres

### Membres actuels
- Eline Van De Putte – chant (depuis 2013)
- Vincent « McBouc » Carton – chant guttural (depuis 2009)
- Astrid Kaiserman - claviers (depuis 2009)
- Romain Caudron - guitare rythmique  (depuis 2019)
- Eerik Maurage - guitare solo (depuis 2019)
- Yuki Takano - batterie (depuis 2019)

### Anciens membres
- Amandine Blanquet – chant (2007-2013)
- Laurent « Wallace » Hunaerts - guitare (2007-2013)
- Mathias - guitare (2007–2008)
- Frédéric Rochet - batterie (2007–2008)
- Laurent Verheylewegen - batterie (2010–2011)
- Forster Perelsztejn – batterie (2009–2010)
- Dereck Roy - batterie (2011)
- Benoît Becker - guitare (2010–2011)
- Vladimir - clavier (2008–2009)
- Julien « Jukka » Huyssens – guitare (2011-2014)
- Florent « Flush » Boudry – batterie (2012-2014)
- Kenny Laats – guitare solo (2014-2015)
- Logan Melchior – guitare rythmique (2014)
- FX - batterie (2014-2015)
- Enea Guerra - batterie (2015-2016)
- Frederik Van Mieghem - batterie (2015)
- Vincent « Wobi » Van Loo – basse (2007 - 2019)
- Maxime Parmentier – guitare rythmique (2016-2018)
- Luca Viperini – guitare solo (2016 - 2019)

### Membre de session
- Olivier Wittenberg – batterie de session (sur Forbidden Songs)